# Brocadia anammoxidans
Candidatus Brocadia anammoxidans es una bacteria del filo Planctomycetota y por lo tanto carece de peptidoglicano en su pared celular, tiene un citoplasma dividido en compartimientos y se divide por gemación, en contraste con la división por fisión binaria de la mayoría de las bacterias.
Es el primer organismo descubierto capaz de la oxidación anaerobia del ion amonio. Este proceso (denominado anammox) fue descubierto en los años 80 en una planta de tratamiento de aguas residuales en Delft (Países Bajos). La oxidación del amonio se acopla con la reducción del nitrito para formar gas nitrógeno. La enzima dominante implicada en esta reacción, hidroxilamina oxidoreductasa, se encuentra en una estructura de tipo orgánulo denominada anammoxosoma.
La capacidad de estos organismos para oxidar amonio anaeróbicamente los hace potencialmente útiles para reducir, o eliminar, el amonio de las aguas residuales. La primera planta a gran escala que emplea el proceso del anammox fue construido en la planta de tratamiento de aguas residuales de Dokhaven/Sluisjesdijk en Róterdam (Países Bajos).